# Nơi vì sao rơi
Nơi vì sao rơi (Where Stars Land) (tiếng Hàn: 여우각시별; Romaja: Yeougaksibyeol) là một bộ phim truyền hình Hàn Quốc sản xuất năm 2018 với sự tham gia của Lee Je-hoon và Chae Soo-bin. Bộ phim bắt đầu phát sóng vào ngày 1 tháng 10 năm 2018 trên đài SBS vào các ngày thứ Hai và thứ Ba hàng tuần vào lúc 22:00 (KST).

## Tóm tắt nội dung
Bộ phim nói về cuộc sống làm việc tại sân bay quốc tế Incheon.

## Dàn diễn viên

### Diễn viên chính
- Lee Je-hoon trong vai Lee Soo-yeon (29 tuổi)[6]
  - Nam Da-reum trong vai lúc nhỏ của Lee Soo-yeon[7]

Thành viên năm thứ nhất của nhóm Dịch vụ hành khách. Anh tốt nghiệp từ trường đại học danh tiếng KAIST và có mơ ước trở thành phi công, nhưng vì tầm nhìn kém nên anh đã phải từ bỏ giấc mơ. Anh là một người đàn ông bí ẩn chứa đựng một bí mật khiến anh phải giữ khoảng cách với các đồng nghiệp của mình.
- Chae Soo-bin trong vai Han Yeo-reum (27 tuổi)[8]

Thành viên năm thứ nhất của nhóm Dịch vụ Hành khách. Cô là một người cầu toàn nhưng lại phạm nhiều sai lầm do bản chất vụng về và liều lĩnh của cô.
- Lee Dong-gun trong vai Seo In-woo (37 tuổi)[9]

Quản lý đội ngũ lập kế hoạch và vận hành sân bay.
- Kim Ji-soo trong vai Yang Seo-koon (41 tuổi)[10]

Trưởng nhóm dịch vụ hành khách.

### Diễn viên phụ

#### Đội dịch vụ hành khách
- Jang Hyun-sung trong vai Kwon Hee-seung[11]
- Ahn Sang-woo trong vai Kong Seung-cheol (40 tuổi)[11]

#### Đội dịch vụ bảo vệ an ninh sân bay
- Lee Sung-wook trong vai Choi Moo-ja[11]
- Kim Kyung-nam trong vai Oh Dae-ki (31 tuổi)[12]
- Lee Soo-kyung trong vai Na Young-joo (28 tuổi)[13]

#### Đội quản lý đường bay
- Kim Won-hae trong vai Park Tae-hee[14].
- Rowoon trong vai Ko Eun-sub (29 tuổi)[15]
- Ha Ji-eun trong vai Si Jae-in

#### Nhân viên Sân bay Incheon
- Jeong Jae-sung trong vai Lee Woo-taek[11]
- Hong Ji-min trong vai Heo Young-ran[11]
- Kim Joon-won trong vai Mo Jeong-hoon[16]

#### Khác
- Park Hyuk-kwon trong vai Mister Zhang[17]
- Choi Won-young trong vai Han Jae-young[14].
- Kim Yeo-jin trong vai Yoon Hye-won[18]
- Lee Seul-a[19]

### Sự xuất hiện đặc biệt
- Yoon Kyung-ho trong vai unreasonable customer (Tập 1))[20]
- Ejay Falcon trong vai Ian Santos (Tập 7-8)) [21]
- Lauren Young trong vai Mari (Tập 7-8)[21]

## Production
- Bộ phim đánh dấu sự hợp tác thứ hai giữa biên kịch Kang Eun-kyung và đạo diễn Shin Woo-cheol sau drama Gu Family Book (2013).[22]
- Ban đầu, bộ phim có tên là Incheon Airport People (인천공항 사람들; Incheongonghang Saramdeul).[23]
- Vai diễn chính đầu tiên được gửi đến cho Hyun Bin và Park Shin-hye, sau đó đến Park Bo-gum và Bae Suzy, nhưng tất cả họ đều từ chối.[24][25]
- Buổi đọc kịch bản đầu tiên diễn ra vào ngày 28 tháng 7 năm 2018 tại SBS Ilsan Production Studios ở Goyang, tỉnh Gyeonggi, Hàn Quốc.[26]

## Nhạc phim (OST)

### Phần 1
| Được phát hành vào ngày 8 tháng 10 năm 2018 | Được phát hành vào ngày 8 tháng 10 năm 2018 | Được phát hành vào ngày 8 tháng 10 năm 2018 | Được phát hành vào ngày 8 tháng 10 năm 2018 | Được phát hành vào ngày 8 tháng 10 năm 2018 | Được phát hành vào ngày 8 tháng 10 năm 2018 |
| STT                                         | Nhan đề                                     | Phổ lời                                     | Phổ nhạc                                    | Nghệ sĩ thể hiện                            | Thời lượng                                  |
| ------------------------------------------- | ------------------------------------------- | ------------------------------------------- | ------------------------------------------- | ------------------------------------------- | ------------------------------------------- |
| 1.                                          | "It's You" (너였나 봐)                      | Nam Hye-seung, Park Jin-ho                  | Nam Hye-seung, Jeon Jong-hyuk, Heo Seok     | Kim Chung-ha                                | 03:25                                       |
| 2.                                          | "It's You" (Inst.)                          |                                             | Nam Hye-seung, Jeon Jong-hyuk, Heo Seok     |                                             | 03:25                                       |
| Tổng thời lượng:                            | Tổng thời lượng:                            | Tổng thời lượng:                            | Tổng thời lượng:                            | Tổng thời lượng:                            | 06:50                                       |

### Phần 2
| Được phát hành vào ngày 16 tháng 10 năm 2018 | Được phát hành vào ngày 16 tháng 10 năm 2018 | Được phát hành vào ngày 16 tháng 10 năm 2018 | Được phát hành vào ngày 16 tháng 10 năm 2018 | Được phát hành vào ngày 16 tháng 10 năm 2018 | Được phát hành vào ngày 16 tháng 10 năm 2018 |
| STT                                          | Nhan đề                                      | Phổ lời                                      | Phổ nhạc                                     | Nghệ sĩ thể hiện                             | Thời lượng                                   |
| -------------------------------------------- | -------------------------------------------- | -------------------------------------------- | -------------------------------------------- | -------------------------------------------- | -------------------------------------------- |
| 1.                                           | "Told You So" (이봐 이봐 이봐)               | Nam Hye-seung                                | Nam Hye-seung, Park Jin-ho                   | Jeong Se-woon                                | 03:26                                        |
| 2.                                           | "Told You So" (Inst.)                        |                                              | Nam Hye-seung, Park Jin-ho                   |                                              | 03:26                                        |
| Tổng thời lượng:                             | Tổng thời lượng:                             | Tổng thời lượng:                             | Tổng thời lượng:                             | Tổng thời lượng:                             | 06:52                                        |

### Phần 3
| Được phát hành vào ngày 23 tháng 10 năm 2018 | Được phát hành vào ngày 23 tháng 10 năm 2018 | Được phát hành vào ngày 23 tháng 10 năm 2018 | Được phát hành vào ngày 23 tháng 10 năm 2018 | Được phát hành vào ngày 23 tháng 10 năm 2018 | Được phát hành vào ngày 23 tháng 10 năm 2018 |
| STT                                          | Nhan đề                                      | Phổ lời                                      | Phổ nhạc                                     | Nghệ sĩ thể hiện                             | Thời lượng                                   |
| -------------------------------------------- | -------------------------------------------- | -------------------------------------------- | -------------------------------------------- | -------------------------------------------- | -------------------------------------------- |
| 1.                                           | "Gravity Of Love" (닮아가)                   | Nam Hye-seung, Park Jin-ho, Jung Joon-il     | Nam Hye-seung, Park Jin-ho                   | Jung Joon-il                                 | 04:41                                        |
| 2.                                           | "Gravity Of Love" (Inst.)                    |                                              | Nam Hye-seung, Park Jin-ho                   |                                              | 04:41                                        |
| Tổng thời lượng:                             | Tổng thời lượng:                             | Tổng thời lượng:                             | Tổng thời lượng:                             | Tổng thời lượng:                             | 09:22                                        |

### Phần 4
| Được phát hành vào ngày 30 tháng 10 năm 2018 | Được phát hành vào ngày 30 tháng 10 năm 2018 | Được phát hành vào ngày 30 tháng 10 năm 2018 | Được phát hành vào ngày 30 tháng 10 năm 2018 | Được phát hành vào ngày 30 tháng 10 năm 2018 | Được phát hành vào ngày 30 tháng 10 năm 2018 |
| STT                                          | Nhan đề                                      | Phổ lời                                      | Phổ nhạc                                     | Nghệ sĩ thể hiện                             | Thời lượng                                   |
| -------------------------------------------- | -------------------------------------------- | -------------------------------------------- | -------------------------------------------- | -------------------------------------------- | -------------------------------------------- |
| 1.                                           | "Nothing To Worry" (닮아가)                  | Nam Hye-seung, Park Jin-ho, Jung Joon-il     | Nam Hye-seung, Jeon Jong-hyuk, Heo Seok      | 1415                                         | 05:03                                        |
| 2.                                           | "Nothing To Worry" (Inst.)                   |                                              | Nam Hye-seung, Jeon Jong-hyuk, Heo Seok      |                                              | 05:03                                        |
| Tổng thời lượng:                             | Tổng thời lượng:                             | Tổng thời lượng:                             | Tổng thời lượng:                             | Tổng thời lượng:                             | 10:06                                        |

## Ratings
Trong bảng dưới, các con số màu xanh đại diện cho xếp hạng thấp nhất và các con số màu đỏ thể hiện xếp hạng cao nhất.
| Tập        | Ngày phát sóng            | Tỷ lệ khán giả trung bình | Tỷ lệ khán giả trung bình | Tỷ lệ khán giả trung bình |
| Tập        | Ngày phát sóng            | TNmS                      | AGB Nielsen               | AGB Nielsen               |
| Tập        | Ngày phát sóng            | Toàn quốc                 | Toàn quốc                 | Seoul                     |
| ---------- | ------------------------- | ------------------------- | ------------------------- | ------------------------- |
| 1          | Ngày 1 tháng 10 năm 2018  | 5.6%                      | 5.9% (18th)               | 7.0% (15th)               |
| 2          | Ngày 1 tháng 10 năm 2018  | 6.6%                      | 7.2% (12th)               | 8.4% (7th)                |
| 3          | Ngày 2 tháng 10 năm 2018  | 5.5%                      | 6.3% (13th)               | 7.4% (8th)                |
| 4          | Ngày 2 tháng 10 năm 2018  | 7.7%                      | 8.6% (6th)                | 9.6% (4th)                |
| 5          | Ngày 8 tháng 10 năm 2018  | 6.3%                      | 6.7% (15th)               | 7.5% (11th)               |
| 6          | Ngày 8 tháng 10 năm 2018  | 7.7%                      | 9.1% (7th)                | 10.2% (4th)               |
| 7          | Ngày 9 tháng 10 năm 2018  | 6.5%                      | 7.2% (13th)               | 7.5% (12th)               |
| 8          | Ngày 9 tháng 10 năm 2018  | 8.2%                      | 9.0% (5th)                | 9.6% (4th)                |
| 9          | Ngày 15 tháng 10 năm 2018 | 6.6%                      | 6.9% (13th)               | 7.7% (8th)                |
| 10         | Ngày 15 tháng 10 năm 2018 | 8.0%                      | 8.0% (8th)                | 8.7% (6th)                |
| 11         | Ngày 16 tháng 10 năm 2018 | 7.1%                      | 7.4% (9th)                | 8.0% (8th)                |
| 12         | Ngày 16 tháng 10 năm 2018 | 8.7%                      | 9.2% (7th)                | 9.9% (5th)                |
| 13         | Ngày 23 tháng 10 năm 2018 | 6.6%                      | 6.7% (12th)               | 7.5% (10th)               |
| 14         | Ngày 23 tháng 10 năm 2018 | 8.6%                      | 8.6% (6th)                | 9.7% (4th)                |
| 15         | Ngày 29 tháng 10 năm 2018 | 6.1%                      | 6.8% (17th)               | 6.8% (16th)               |
| 16         | Ngày 29 tháng 10 năm 2018 | 7.8%                      | 8.2% (10th)               | 8.3% (8th)                |
| 17         | Ngày 30 tháng 10 năm 2018 | 6.4%                      | 6.7% (13th)               | 7.2% (10th)               |
| 18         | Ngày 30 tháng 10 năm 2018 | 8.1%                      | 8.6% (7th)                | 9.2% (5th)                |
| 19         | Ngày 5 tháng 11 năm 2018  | 6.7%                      | 7.2% (15th)               | 7.5% (13th)               |
| 20         | Ngày 5 tháng 11 năm 2018  | 8.2%                      | 9.5% (7th)                | 10.1% (4th)               |
| 21         | Ngày 6 tháng 11 năm 2018  | 6.5%                      | 7.5% (11th)               | 8.6% (9th)                |
| 22         | Ngày 6 tháng 11 năm 2018  | 8.9%                      | 9.6% (7th)                | 10.4% (4th)               |
| 23         | Ngày 12 tháng 11 năm 2018 |                           |                           |                           |
| 24         | Ngày 12 tháng 11 năm 2018 |                           |                           |                           |
| 25         | Ngày 13 tháng 11 năm 2018 |                           |                           |                           |
| 26         | Ngày 13 tháng 11 năm 2018 |                           |                           |                           |
| 27         | Ngày 19 tháng 11 năm 2018 |                           |                           |                           |
| 28         | Ngày 19 tháng 11 năm 2018 |                           |                           |                           |
| 29         | Ngày 20 tháng 11 năm 2018 |                           |                           |                           |
| 30         | Ngày 20 tháng 11 năm 2018 |                           |                           |                           |
| 31         | Ngày 26 tháng 11 năm 2018 |                           |                           |                           |
| 32         | Ngày 26 tháng 11 năm 2018 |                           |                           |                           |
| Trung bình | Trung bình                | %                         | %                         | %                         |

## Liêt kết ngoài
- Website chính thức (tiếng Hàn)
- Nơi vì sao rơi trên HanCinema